# Jean-Henri Merle d’Aubigné

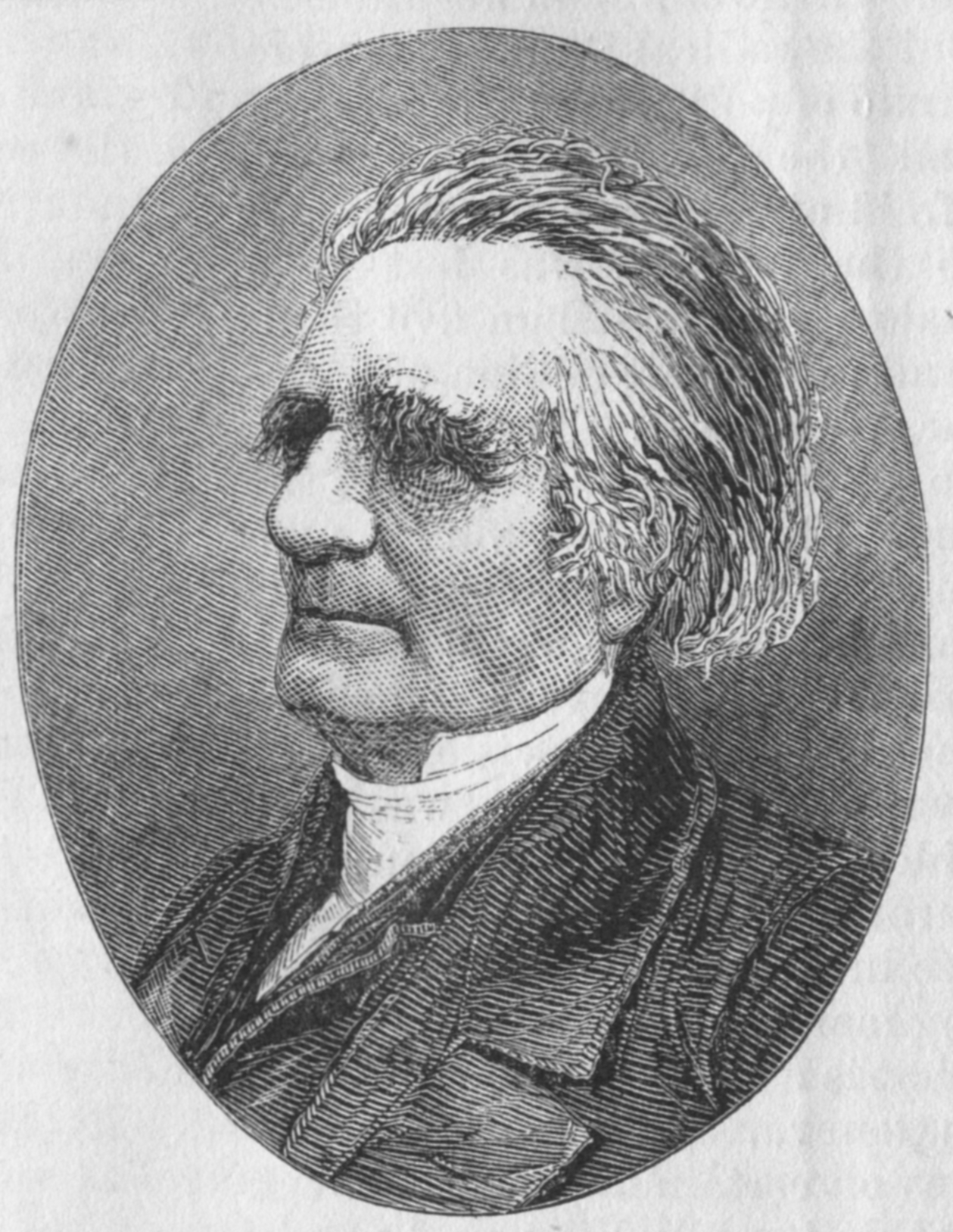
Merle d’Aubigné, Radierung von 1872.

Jean-Henri Merle d’Aubigné (* 16. August 1794 in Eaux-Vives bei Genf; † 21. Oktober 1872 in Genf) war ein Schweizer reformierter Theologe und Kirchengeschichtler.

## Leben und Wirken
Merle d’Aubigné entstammte einer Hugenottenfamilie. Sein Vater Robert Merle d’Aubigné (1755–1799) war Kaufmann.
Während seines Besuchs der Genfer Faculté de théologie wandte er sich unter Einfluss des Schotten Robert Haldane dem Genfer Réveil zu. Eine Auslandsreise im Anschluss an das Theologiestudium führte ihn nach Teilnahme am Wartburgfest 1817 nach Berlin. Während seines achtmonatigen Studiums an der Berliner Universität wurde er vor allem von dem Kirchenhistoriker August Neander beeinflusst.
Ab 1818 war er für fünf Jahre Pfarrer der französisch-reformierten Gemeinde in Hamburg. In der Erweckungsbewegung übte er als angesehener Erweckungsprediger bald großen Einfluss aus. So ging die Gründung des Missionsvereins, der 1822 seine Arbeit aufnahm, auf seine Initiative zurück. Andererseits war er vor allem von Seiten des Bildungsbürgertums wachsender Kritik an seinen Predigten ausgesetzt, weshalb er seinen Fünfjahresvertrag nicht verlängerte. Im Oktober 1823 wurde er von König Wilhelm I. von Holland nach Brüssel berufen, wo er als Prediger der Eglise chrétienne protestante française-allemande und als Kaplan bei Hofe tätig war.

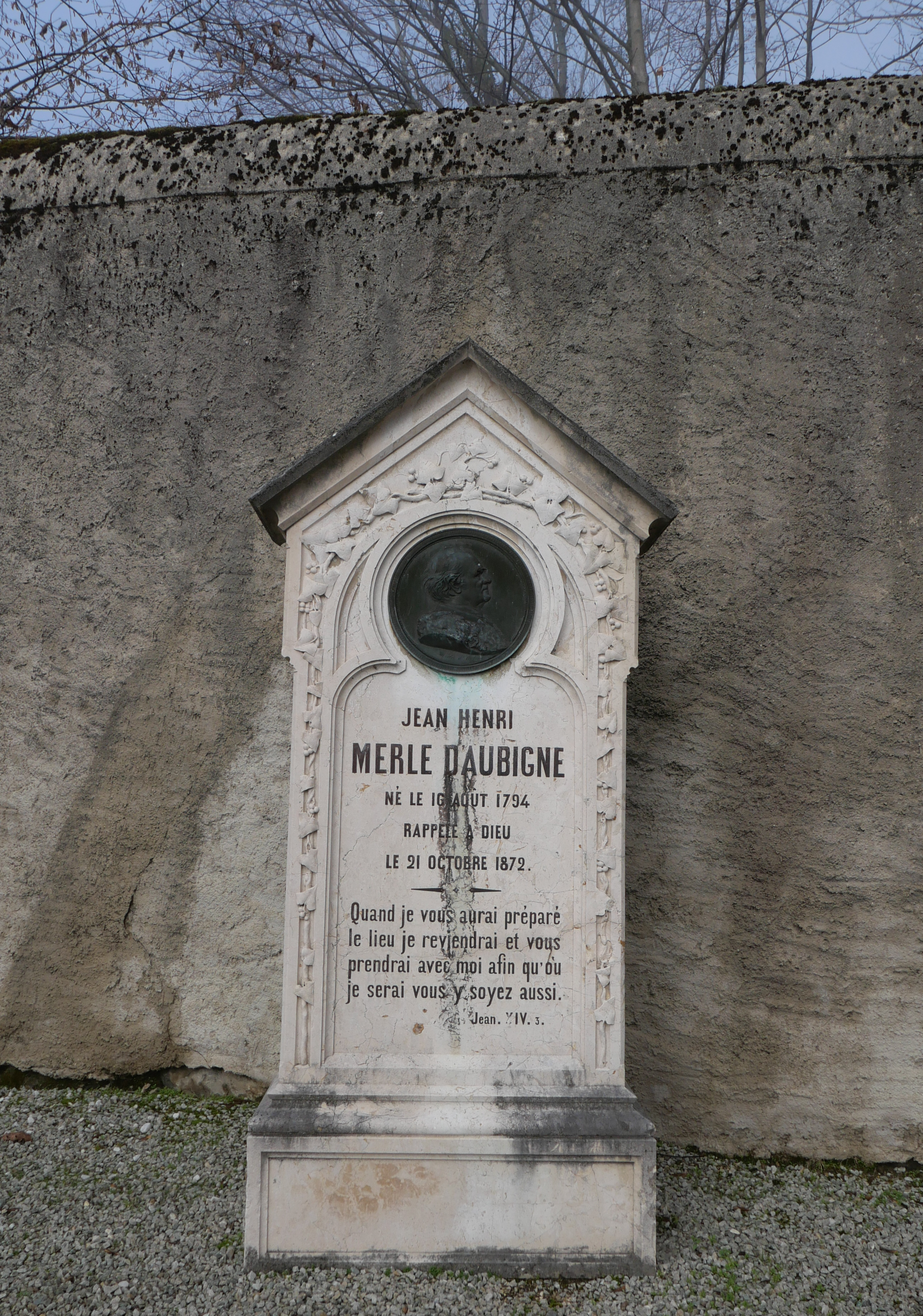
Merle d'Aubignés Grab auf dem Alten Friedhof von Cologny

Die Belgische Revolution von 1830 führte zur Zerstörung der Gemeinde, sodass er 1831 nach Genf zurückkehrte, wo Ende Januar 1831 die Société évangélique de Genève gegründet worden war. An deren Predigerschule (École de théologie libre) lehrte Merle d’Aubigné ab 1832 Kirchengeschichte und christliche Glaubenslehre. Ein von der Genfer Staatskirche verhängtes Predigtverbot gegen ihn und andere pietistisch geprägte Pfarrer führte dazu, dass Merle d’Aubigné Mitglied einer von der Staatskirche unabhängigen Gemeinde wurde, obwohl er eigentlich gegen eine Spaltung war. Diese Gemeinde hielt ihre Gottesdienste ab 1835 in der Chapelle L’Oratoire und schloss sich 1849 mit anderen unabhängigen Gemeinden zur Église Évangélique Libre de Genève zusammen. Von 1840 bis 1868 war Merle d’Aubigné auch Präsident der Société évangélique und einer der einflussreichsten Vertreter des Genfer Réveil.
Merle d’Aubigné hatte vielfältige Kontakte nach England und war ein engagierter Fürsprecher der Evangelischen Allianz. Er reiste 1845 an die Synode der Free Church of Scotland in Edinburgh, wo am 28. Mai 1845 neben Thomas Chalmers u. a. auch Frédéric Monod aus Paris zugegen war. Merle d'Aubigné äusserte, dass „die kirchliche Einheit immer äußerlich bleiben werde, wenn sie nicht vom Geist Christi, dem Geist der Liebe und des Glaubens bestimmt sei.“
Sein wissenschaftliches Hauptwerk Histoire de la Réformation du seizième siècle widmet sich der frühen Periode der Reformation in Deutschland. Es erschien zwischen 1835 und 1853 in fünf Bänden und wurde in die meisten europäischen Sprachen übersetzt. 1862 bis 1877 erschien eine um die spätere Periode der Reformation erweiterte achtbändige Ausgabe. Die 1847–1849 in Lausanne erschienene italienische Übersetzung Storia della Riforma del secolo decimosesto wurde per Dekret der Glaubenskongregation 1852 auf den Index gesetzt.
Nach der Schlacht von Solferino 1859 rief Merle d’Aubigné zur Gründung eines Hilfskomitees  auf. Das 1862 auf Betreiben von Henry Dunant gegründete „Komitee der Hilfsgesellschaften für die Verwundetenpflege“ war die Vorgängerorganisation des Internationalen Komitees vom Roten Kreuz.

## Werke (Auswahl)
- Discours sur étude de l’histoire du christianisme et son utilité pour l’époque actuelle. Paris; Genève 1832. (Digitalisat).
- Histoire de la Réformation du seizième siècle. 5 Bände. F. Didot, M. Ducloux, Paris;  S. Guers, G. Kaufmann, E. Béroud, Genève 1835–1853. (Reprint der Ausgabe 1847–1853: Otto Zeller, Osnabrück 1968.)
- Le Luthéranisme et la Réforme ou leur diversité essentielle à leur unité. Paris 1844. (Digitalisat).
- Histoire de la Réformation en Europe au temps de Calvin. 8 Bände. Lévy, Paris 1864–1878.